# Vittorio Tamagnini
Vittorio Tamagnini   (Civitavecchia, 28 d'octubre de 1910 - Civitavecchia, 20 de gener de 1981) va ser un boxejador italià que va competir durant les dècades de 1920 i 1930.
El 1928 va prendre part en els Jocs Olímpics d'Amsterdam, on guanyà la medalla d'or de la categoria del pes gall, en guanyar la final contra John Daley.
Com a professional, entre 1929 i 1945, va disputar 66 combats, amb un balanç de 50 victòries, 10 derrotes i 6 combats nuls. En el seu palmarès destaquen els campionats nacionals del pes ploma de 1930, 1934 i 1936 i el Campionat Europeu del pes lleuger de 1936 i 1937.